# Sasunaga bistriga
Sasunaga bistriga är en fjärilsart som beskrevs av W. Warren 1913. Sasunaga bistriga ingår i släktet Sasunaga och familjen nattflyn. Inga underarter finns listade.